# Utricularia andongensis
Utricularia andongensis este o specie de plante carnivore din genul Utricularia, familia Lentibulariaceae, ordinul Lamiales, descrisă de Friedrich Welwitsch și William Philip Hiern. Conform Catalogue of Life specia Utricularia andongensis nu are subspecii cunoscute.